# تنبل‌خان‌ها
تنبل‌خان‌ها (نام علمی: Notharchus) نام یک سرده از تیره مرغ پفی است.
نام علمی این پرنده از دو واژه یونانی nōthēs (تنبل) و arkhos (خان، سالار) تشکیل شده‌است.

## گونه‌ها
- مرغ پفی گردن‌سفید (Notharchus hyperrhynchus)
- مرغ پفی گینه (Notharchus macrorhynchos)
- مرغ پفی قهوه‌ای راه‌راه (Notharchus ordii)
- مرغ پفی سینه‌سیاه (Notharchus pectoralis)
- مرغ پفی شکم‌نخودی (Notharchus swainsoni)
- مرغ پفی پیسه (Notharchus tectus)